# Samuelsonia melas
Samuelsonia melas – gatunek chrząszcza z rodziny stonkowatych.
Gatunek ten opisali w 2007 roku Pierre Jolivet, Krishna Kumar Verma i Christian Mille na podstawie pięciu okazów odłowionych w 2005 roku. Jako miejsce typowe wskazano gminę Poya w Prowincji Północnej Nowej Kaledonii.
Chrząszcz o zaokrąglonym, silnie wypukłym ciele długości 4 mm i szerokości 2,5 mm. Głowa jest czarna z rdzawożółtą wargą górną i żółtymi głaszczkami. Czułki są czarniawe z rdzawożółtymi trzonkami i nóżkami. Ciemię jest silnie punktowane i ma linearne wklęśnięcie. Nadustek jest u szczytu wykrojony i ma delikatnie punktowaną powierzchnię. Duże i wypukłe oczy są lekko wykrojone przy nasadach czułków. Dwukrotnie szersze niż długie przedplecze jest nieregularnie i delikatnie punktowane. Tarczka ma kształt trójkąta z zaokrąglonym wierzchołkiem. Punktowanie pokryw układa się w dość nieregularne linie; po jednej linii występuje na ich podgięciach. Barwa pokryw jest czarna, błyszcząca. Genitalia samca charakteryzuje właściwy edeagus w nasadowej ćwierci nakryty kapturkiem, a w ⅔ długości gwałtownie zagięty dobrzusznie.
Owad endemiczny dla Nowej Kaledonii w krainie australijskiej, znany tylko z lokalizacji typowej. Imagines poławiano na akacjach i krocieniach.